# فكتور الثاني
البابا فكتور الثاني (بالألمانية: Viktor II.) (ج. 1018 – 28 تموز / 1057) ، ولد جبهارد كونت كالو، تولى الكرسي البابوي من 13 نيسان / أبريل 1055 حتى وفاته عام 1057. كان واحدا من سلسلة من باباوات الإصلاحيين الألمان.